# Dieter Stinka
Dieter Stinka  est un footballeur ouest-allemand puis allemand né le 10 août 1937 à Allenstein. Il évoluait au poste de milieu.

## Biographie

### En club
Dieter Stinka est joueur de l'Eintracht Francfort de 1958 à 1966,.
Il est sacré Champion d'Allemagne en 1959.
Lors de la campagne de Coupe des clubs champions en 1959-1960, il dispute sept matchs. Il marque un but contre le Rangers FC en demi-finale. Dieter Sinka joue la finale contre le Real Madrid perdue 3-7.
En 1966, il rejoint le SV Darmstadt 98,.
Après un passage au 1. FCA 04 Darmstadt en 1968, il raccroche les crampons,.

## Palmarès
Eintracht Francfort
- Championnat d'Allemagne (1) :
  - Champion : 1958-59.